# Santana do Maranhão
Santana do Maranhão este un oraș în unitatea federativă Maranhão (MA), Brazilia.